# Jessica Davenport
Jessica Davenport (* 24. Juni 1985 in Columbus, Ohio, Vereinigte Staaten) ist eine ehemalige professionelle Basketball-Spielerin. Zuletzt spielte sie in der Saison 2011/12 für das russische Team BC Chevakata Vologda und im Jahr 2012 für die Indiana Fever in der Women’s National Basketball Association.

## Karriere

### College
Jessica Davenport spielte bis 2007 für das Damen-Basketballteam der Buckeyes von der Ohio State University, wo sie vor allem für ihre Stärke in Blocken und Rebounding bekannt war.

### Women’s National Basketball Association
Davenport wurde im WNBA Draft 2007 von den San Antonio Silver Stars an der zweiten Stelle ausgewählt. Gleich nach dem Draft wurde Davenport samt einem Erstrunden-Pick im WNBA Draft 2008 zu den New York Liberty für Becky Hammon und einem Zweitrunden-Pick im WNBA Draft 2008 transferiert. Somit spielte sie ihre erste WNBA Saison für die Liberty in New York. Nachdem sie in 2007 noch fast in jedem Spiel der Liberty zum Einsatz gekommen war, stand sie im Jahr 2008 nur noch bei 13 Spielen auf dem Platz. Vor der Saison 2009 wechselte Davenport zum Team der Indiana Fever. Dort kam sie zwar regelmäßig zum Einsatz und ihre Spielminuten erhöhten sich, sie kam aber auch dort nicht über die Rolle der Ergänzungsspielerin hinaus. 
Nach der Spielzeit 2012 war sie dann nicht mehr als Spielerin in der WNBA aktiv. Bis zu diesem Zeitpunkt bestritt sie in 6 WNBA-Saisons in der regulären Saison 174 Spiele, dabei stand sie 26. Mai in der Startformation und erzielte 1148 Punkte, 539 Rebounds und 73 Assists. In 31 Playoff-Partien (davon keine in der Startformation) erzielte sie 144 Punkte, 74 Rebounds und 8 Assists.

### Europa
In der Saisonpause der WNBA spielt Davenport wie viele WNBA-Spielerinnen regelmäßig in Europa. Seit dem Jahr 2007 stand sie dabei für Teams aus Frankreich und Russland auf dem Platz. Zuletzt spielte sie in der Saison 2011/12 sie für den russischen Verein BC Chevakata Vologda.